# Boudjounkoura
Boudjounkoura (ou Boudjoukoura, Boudjou Nkoura, Bounjoukoura) est un village de la commune de Banyo situé dans la région de l'Adamaoua et le département du Mayo-Banyo au Cameroun, à proximité de la frontière avec le Nigeria.

## Population
En 1967, Boudjounkoura comptait 377 habitants, principalement Foulbe.
Lors du recensement de 2005, 536 personnes y ont été dénombrées.